# Radio Company
Radio Company è un'emittente radiofonica con sede legale a Padova e studi a Noventa Padovana in Via Salata 58.

## Storia
Nasce nel 1987 dalla fusione di Radio Studio Padova e Rete 99 da un'idea di Mauro Tonello (fondatore di Rete 99 negli anni 70) e Claudio Rampazzo (fondatore di Radio Studio Padova negli anni 70). Nel 1990 con l'ingresso dell'imprenditore trevigiano Anacleto Comin decolla l'espansione a livello interregionale fino alla copertura attuale.
Nel 2009 le radio del Gruppo Radio Padova si fondono con quelle della holding Company Group dando vita a Sphera Holding, gruppo radiofonico attivo nel Triveneto.
Le sedi di Radio Company sono state a Padova in Via Paruta (la prima storica), in seguito Via Petrella (zona Arcella) poi Noventa Padovana, in Via Salata 58, dove ora sono gli studi radiofonici.

### Speaker e Dj del passato
- Renato Felicetti (regia)
- Ilario Albertani (R.I.N - Radio Deejay - m2o)
- Massimo Artusi
- Paolo Stefanello
- Roberto Toson
- Paolo Piva (RDS)
- Mauro Baldan (RMC - R.Fantasy)
- Luca Schiavo (Regia)
- Roby Sartarelli
- Christian Hornbostel (R.I.N.)
- Luca Andreosi
- Daniela Pertile
- Simonetta Nardi (R.Padova)
- Gianluca Favaretto
- Massimo Biraghi
- Stefano Bragatto (RMC)
- Fabrizio Cerutti (Zoo 105)
- TJ Crash (the panic scratch)

## Company TV
Company TV è un canale televisivo tematico dedicato alla musica, nato nel giugno del 2015 e in onda sul digitale terrestre al canale 119 (Veneto) e 116 in (Friuli-Venezia Giulia) e (Trentino-Alto Adige) fino a marzo 2022. Ad oggi disponibile in streaming internet in HD nel sito internet di Radio Company e come applicazione per le SMART TV.

## Radio Company Easy
Radio Company Easy è stata un'emittente radiofonica con sede legale a Padova e studi a Noventa Padovana in Via Salata 58. 
È nata l'8 marzo 2016 come estensione di Radio Company rivolta ad un pubblico più femminile ed ha chiuso nel 2019 in seguito alla nascita della nuova radio del gruppo Sphera Holding, Radio Wow.